# Festival du film lesbien et gay de Hong Kong
Le Festival du film lesbien et gay de Hong Kong (香港同志影展, Hong Kong Lesbian & Gay Film Festival, HKLGFF) a été fondé en 1989 est le plus ancien festival de cinéma LGBT d'Asie. Il a lieu chaque année en septembre à Hong Kong.